# Christer Björkman
Christer Samuel Björkman (ur. 25 sierpnia 1957 w Borås) – szwedzki piosenkarz i producent telewizyjny.

## Kariera
Karierę muzyczną rozpoczął w latach 80., nagrywając i wydając debiutancki singiel „Våga och vinn”. W 1985 wydał debiutancki album studyjny pt. Våga och vinn. W 1992 z utworem „I morgon är en annan dag” zwyciężył w finale Melodifestivalen i, reprezentując Szwecję, zajął 22. miejsce w finale 38. Konkursie Piosenki Eurowizji w Malmö. Również w 1992 wydał album pt. I morgon är en annan dag. W 1993 z utworem „Välkommen till livet” uczestniczył w Melodifestivalen. W 1999 wydał album pt. Christer Björkman, a z promującym płytę utworem „Välkommen hem” zajął ostatnie, 10. miejsce w finale Melodifestivalen 1999.
Od 2002 pełni funkcję producenta wykonawczego Melodifestivalen. W 2003 wydał czwarty album studyjny pt. Souvenirs d’amour. Był producentem Konkursów Piosenki Eurowizji organizowanych w Szwecji: w 2013 (Malmö), 2016 (Sztokholm) i 2024 (Malmö). Był jurorem podczas 14. Konkursu Piosenki Eurowizji Junior (2016) i francuskich eliminacji do 63. Konkursu Piosenki Eurowizji (2018).

## Życie prywatne
Od 2000 jest zamężny z piosenkarzem Martinem Kagemarkiem.

## Dyskografia
Albumy studyjne
- Våga och vinn (1985)
- I morgon är en annan dag (1992)
- Christer Björkman (1999)
- Souvenirs d’amour (2003)